# Elk Ridge (Utah)
Elk Ridge je město v okresu Utah County ve státě Utah ve Spojených státech amerických. K roku 2010 zde žilo 2 436 obyvatel. S celkovou rozlohou 7 km² byla hustota zalidnění 350 obyvatel na km².